# Schrapfendorf
Schrapfendorf is een nederzetting in de Duitse gemeente Treffurt in het Wartburgkreis in Thüringen. De plaats is vernoemd naar een boerderij die waarschijnlijk uit de twaalfde eeuw stamt. 
Falken · Großburschla · Hattengehau · Ifta · Schnellmannshausen · Schrapfendorf · Treffurt · Volteroda · Wolfmannsgehau